# Steffen Wesemann
Steffen Wesemann (nascido em 12 de março de 1971) é um ex-ciclista de estrada alemão, que competiu como profissional entre 1992 e 2008.

## Biografia
Alemão de nascimento, em 19 de setembro de 2005, Wesemann e sua família receberam cidadania suíça porque eles viveram por muitos anos em Küttigen. É filho de Wolfgang Wesemann, também ciclista olímpico.
Defendendo as cores da Alemanha Oriental, conquistou uma medalha no Campeonato Mundial Júnior de Estrada.
Participou nos Jogos Olímpicos de Barcelona 1992, onde terminou em 30º na prova de estrada.
Durante sua carreira, conseguiu mais de 40 vitórias, incluindo, acima de tudo, a vitória na Volta à Flandres de 2004.

## Resultados e equipes

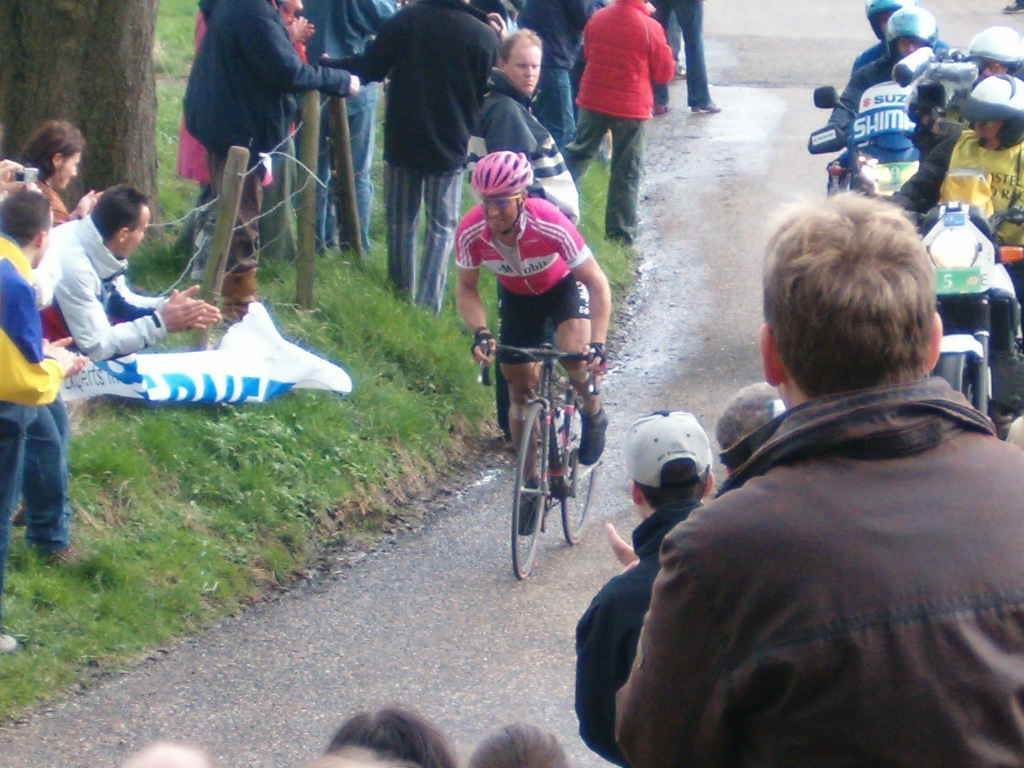
Wesemann no Eyserbosweg durante a Amstel Gold Race de 2006

1992 — Team Telekom
Primeiro lugar — Niedersachsen-Rundfahrt, No geral
Primeiro lugar — Corrida da Paz, No Geral
1993 — Team Telekom
Primeiro lugar — Setmana Catalana de Ciclisme, Etapa
Primeiro lugar — Tour de l'Avenir, Etapa
Primeiro lugar — Vuelta a Andalucía, Competição de velocidade
1994 — Team Telekom
Primeiro lugar — Coca Cola-Trophy, Etapa
1995 — Team Telekom
Terceiro lugar — Grande Prêmio do Cantão Argóvia
Primeiro lugar — Volta à Espanha, Pontos de classificação dos velocistas
1996 — Team Telekom
Primeiro lugar — Corrida da Paz, No geral, 7 etapas e Competição de velocidade
Primeiro lugar — Rheinland-Pfalz Rundfahrt, 4ª etapa
1997 — Team Telekom
Primeiro lugar — Corrida da Paz, No geral e 4 etapas
1999 — Team Telekom
Primeiro lugar — Corrida da Paz, No geral e 3 etapas
2000 — Team Telekom
Primeiro lugar — Tour Down Under, 2 etapas
Terceiro lugar — Corrida da Paz, 2 etapas
Primeiro lugar — Grande Prêmio do Cantão Argóvia
Primeiro lugar — Volta a Colônia
2001 — Team Telekom
2002 — Team Telekom
Segundo lugar — Paris-Roubaix
2003 — Team Telekom
Primeiro lugar — Corrida da Paz, No geral e 3ª etapa
Primeiro lugar — Rund um den Flughafen Koln/Bonn
Primeiro lugar — Tour Down Under, Etapa
Primeiro lugar — Volta a Saxônia, Etapa
Segundo lugar — Amstel Gold Race
Segundo lugar — Grand Prix E3 Harelbeke
2004 — T-Mobile Team
Primeiro lugar — Volta à Flandres
2006 — T-Mobile Team
Segundo lugar — Amstel Gold Race
2007 — Team Wiesenhof-Felt
Terceiro lugar — Paris-Roubaix